# Segun Agbaje
 (février 2024).
Segun Agbaje est un banquier et entrepreneur nigérian né en 1964. 

## Biographie
Segun Agbaje occupe le poste de directeur général du groupe Guaranty Trust Holding Company Plc, également connu sous le nom de GTCO PLC. Ce groupe multinational de services financiers, dont le siège est situé à Victoria Island, Lagos, Nigéria, propose une gamme de services comprenant la banque de détail et d'investissement, la gestion des retraites, la gestion d'actifs et les services de paiement. Il est également administrateur de PepsiCo et membre du conseil consultatif de Mastercard Moyen-Orient et Afrique.

## Éducation
Segun Agbaje a fréquenté le St Gregory's College, à Obalende, dans l'État de Lagos, au Nigéria, et la St Augustine Academy, dans le Kent, en Angleterre, pour ses études secondaires. Il s'est ensuite rendu à l'Université de San Francisco, en Californie, où il a obtenu un baccalauréat en comptabilité et une maîtrise en administration des affaires.[réf. nécessaire]

## Carrière
Segun Agbaje a commencé sa carrière chez Ernst & Young à San Francisco et est parti en 1991 pour rejoindre la startup GTBank. Il a gravi les échelons pour devenir directeur exécutif en janvier 2000 et directeur général adjoint en août 2002.
Agbaje a été élu au conseil d'administration et au comité d'audit de PepsiCo à compter du 15 juillet 2020.
Sous la direction d'Agbaje, GTBank a remporté plusieurs prix prestigieux, notamment la distinction de meilleure banque au Nigeria décernée par Euromoney, le titre de Banque africaine de l'année par les prix African Banker, le titre de meilleure banque au Nigeria décerné par World Finance UK, le prix de la banque la plus innovante par EMEA Finance, le prix du meilleur groupe bancaire décerné par le magazine World Business Leader, ainsi que le titre de meilleure banque au Nigeria décerné par les Banker Awards.

## Vie privée
Segun est né du chef Julius Kosebinu Agbaje, un banquier, et de  Margaret Olabisi Agbaje, enseignante. Son frère aîné est Jimi Agbaje, politicien du Parti démocratique populaire de Lagos.